# Iglesia de San Isidro (Los Belones)
La iglesia de San Isidro Labrador es una ermita consagrada a San Isidro, hoy la iglesia central de la parroquia de Los Belones (Cartagena- España) Las referencias más antiguas de las que se tiene referencia son de la antigua ermita situada en la finca de los hermanos Bel-Lon quizás antes de 1803.
Dicha ermita, utilizada para la celebración de los trabajadores de la finca, fue ampliada para dar servicio religioso al creciente núcleo de población que se formó alrededor de ella.
Está situada en la antigua carretera a cabo de Palos, frente a la plaza del Sol.
- Datos: Q5910295